# Ippolita (DC Comics)
La regina Ippolita (tradotto anche come Hippolyta dalla Planeta DeAgostini) è un personaggio immaginario ed una supereroina DC Comics, basata su Ippolita, regina delle Amazzoni nella mitologia greca. È la madre di Wonder Woman.

## Biografia del personaggio

### Versioni Golden e Silver Age
Il personaggio di Ippolita comparve per la prima volta in All-Star Comics n. 8 (1941), lo stesso fumetto che introdusse sua figlia Wonder Woman. Questa versione originale del personaggio aveva i capelli neri. Secondo questa storia, Ippolita e le Amazzoni nei giorni dell'antica Grecia abitavano su Amazonia, finché non furono ingannate e sconfitte dal semi-dio Ercole, che fu inviato da Ares, dio della guerra, ora rinominato Marte. Lei riuscì a sconfiggere Ercole utilizzando un busto, ma lui la sedusse e la ingannò, facendo sì che tale busto gli venisse consegnato, permettendogli così di rubarlo. Tutto ciò fece perdere alle Amazzoni il favore della loro dea protettrice, Afrodite. Lei e le altre Amazzoni furono poi perdonate, ma avrebbero dovuto indossare dei braccialetti per ricordare le catene a cui una volta furono legate. Per riottenere la loro libertà, le Amazzoni furono costrette a lasciare il mondo mortale e a trasferirsi sull'Isola Paradiso. Qui stabilirono una loro società, libera dalla malvagità del mondo dell'uomo. Finché le Amazzoni fossero rimaste sull'Isola e Ippolita avesse riottenuto il suo busto, le Amazzoni sarebbero state immortali. La maggior parte di questa storia fu poi adattata ed estesa per la versione moderna dei fumetti di Wonder Woman.
Per la maggior parte della Golden Age, Ippolita rimase sull'Isola Paradiso interagendo raramente con il mondo moderno che sua figlia visitò. Il suo ruolo fu quello di Regina delle Amazzoni e mentore di Wonder Woman. Fu devota alle dee dell'Olimpo, in particolare alla protettrice delle Amazzoni, Afrodite, e fu inflessibile sulla regola che a nessun uomo sarebbe stato permesso di mettere piede sull'Isola Paradiso. Anche se passò molto del suo tempo sull'Isola, in una storia memorabile di Sensation Comics n. 26 (ristampata in Wonder Woman: The Complete History) Ippolita viaggiò fino al mondo degli uomini e per qualche tempo assunse il ruolo di Wonder Woman. Nella prima comparsa della Villany Inc, fu rapita per adescare Wonder Woman in una trappola.
Negli anni sessanta, quando la DC Comics introdusse il concetto di Multiverso, fu stabilito che questa Ippolita viveva sulla Terra-Due. Questa incarnazione di Ippolita fu abbandonata intorno al n. 97 del fumetto originale di Wonder Woman quando lo sguardo si spostò da Terra-Due alla versione più moderna di Wonder Woman di Terra-1.
L'Ippolita della Silver Age continuò ad esserci anche dopo, ma aveva i capelli biondi. La sua storia fu più o meno simile a quella della sua incarnazione della Golden Age, anche se alcune storie significanti della Silver Age l'allontanarono un po' dall'originale. Per esempio, si sa che Ippolita diede vita ad una seconda figlia dalla creta, una donna amazzone di colore di nome Nubia che fu la sorella gemella di Wonder Woman finché non fu uccisa dal dio Marte. Fu anche la madre adottiva di Donna Troy, salvata da un incendio e portata sull'Isola Paradiso. Come prima, il ruolo di Ippolita nella Silver Age era quello di Regina delle Amazzoni e mentore di Wonder Woman. Fu mostrata frequentemente mentre interagiva con sua figlia, così come con personaggi di supporto dell'epoca come Wonder Girl e Wonder Tot. Secondo il calendario DC del 1976, Ippolita nacque l'8 gennaio.
Ippolita fu anche fondamentale in numerosi cambiamenti della continuità della Wonder Woman di Terra-1. Infuriata che sua figlia, ripresasi dall'amnesia, venisse sottoposta ad un processo da parte della Justice League per provare la sua idoneità a fare di nuovo parte della squadra, creò un suo test che coinvolse la resurrezione di Steve Trevor per guidare un assalto all'Isola Paradiso. La dea Afrodite acconsentì al desiderio di Diana che Steve continuasse a vivere (anche se si scoprì più in là che fu Eros a rianimare il corpo di Steve Trevor). Dopo che Steve venne ucciso e una Diana piena di rabbia tornò a casa, Ippolita le cancellò ogni ricordo che aveva di lui; quando un Trevor di un universo parallelo fuoriuscì dalle barriere tra i mondi e si schiantò sull'Isola Paradiso, Ippolita chiese ad Afrodite di alterare la memoria del mondo intero per permettere al nuovo arrivato di crearsi una vita su Terra-1.
Le Hippolyte di entrambi gli universi utilizzavano una Sfera Magica, che poteva mostrare loro il passato e il futuro.
Nel 1985, la miniserie Crisi sulle Terre infinite riprese tutta la storia della DC Comics e combinò le Terre multiple in un unico mondo. La versione moderna di Ippolita combina gli elementi delle sue incarnazioni precedenti e ha un ruolo di massima importanza nella serie.

### Versione della Modern Age

#### Origini
Le origini di Ippolita furono sottoposte ad una revisione dopo che lo scrittore George Pérez rimodernizzò Wonder Woman nel 1987. Nella continuità corrente, Ippolita e il resto delle Amazzoni Themysciriane furono create per la prima volta da un gruppo selezionato di dee dell'Olimpo, che incluse Artemide, Atena, Estia, Demetra ed Afrodite. Presero le anime di alcune donne massacrate nel tempo dalle mani degli uomini e le inviarono al centro del Mar Egeo. Ippolita fu uccisa 32000 anni fa mentre portava un bambino. Le anime cominciarono a formare dei corpi con la creta presente nei fondali marini. Una volta arrivati sulla terra ferma, i corpi divennero Amazzoni di carne e sangue. La prima ad irrompere nella superficie fu Ippolita, che quindi fu nominata Regina delle Amazzoni; in questa versione, Ippolita era alta circa 1,79 m e pesava circa 62 kg, aveva capelli neri corti e somigliava più o meno all'immagine futura di sua figlia. La seconda Amazzone a svegliarsi fu sua sorella Antiope che fu nominata seconda in comando. Ogni dea che partecipò alla creazione delle Amazzoni le benedisse con un dono personalizzato: abilità nella caccia (Artemide), saggezza (Atena), case confortevoli (Estia), grandi raccolti (Demetra) e bellezza esteriore e interiore (Afrodite). Come simbolo dei loro titoli di guida, le dee diedero a Ippolita e ad Antiope le Cinture d'Oro di Gea che incrementavano la loro forza e le loro abilità in modo estremo. Le Amazzoni infine fondarono la città di Themyscira in Anatolia e divennero note come guerriere di pace in Turchia, Grecia e a Roma.

#### Stupro
Il geloso e vendicativo dio Marte presto tentò di discreditare il loro nome facendo invadere la casa delle Amazzoni dal suo fratellastro, Ercole, facendogli rubare le Cinture d'Oro di Gea. Quando Ercole arrivò per la prima volta al cospetto delle Amazzoni in cerca di lotta, Ippolita si incontrò con lui al di fuori della città e tentò di ragionare con una pacifica negoziazione. Quando tutto ciò non ebbe successo, Ercole attaccò la Regina delle Amazzoni con il vantaggio della sua forza. Ippolita cambiò subito la situazione utilizzando la sua saggezza e l'abilità nel combattimento per sconfiggerlo. Sempre cercando la pace, Ippolita invitò Ercole e i suoi uomini nella loro città per celebrare una potenziale amicizia con un banchetto. Nascondendo la sua rabbia, Ercole accettò l'invito.
Una volta dentro la loro roccaforte, Ercole e i suoi uomini drogarono il vino che le Amazzoni stavano bevendo, facendole prigioniere. Dopo il furto della Cintura d'Oro di Ippolita e l'abuso e lo stupro sulle Amazzoni, Ippolita supplicò Atena di aiutarle a fuggire ai loro carcerieri. Atena acconsentì alla sola condizione che le Amazzoni non si sarebbero vendicate su Ercole e i suoi uomini, in quanto sarebbe stata un'azione al di sotto degli ideali che le Amazzoni erano state portate a credere ed onorare. Ippolita acconsentì con riluttanza: le catene delle Amazzoni furono spezzate e l'effetto delle droghe presenti nel vino svanì. Una volta fuori dal loro stato annebbiato, le Amazzoni si ritrovarono colme di odio e desiderio di vendetta. Rompendo la promessa che Ippolita fece con Atena, le Amazzoni cominciarono a massacrare i loro catturatori, ma rimasero infuriate dall'apprendere che Ercole e il suo generale, Teseo, ritornarono a casa.
Dopo il massacro, Atena rimproverò le Amazzoni per aver disobbedito ai suoi ordini e volle che subissero una penitenza per le loro azioni. Anche se Ippolita acconsentì ai voleri della dea, sua sorella Antiope schernì Atena per essere stata arrabbiata con le Amazzoni perché uccisero i loro rapitori e stupratori. Così, Antiope rinnegò ogni legame con gli dei dell'Olimpo e disse addio a sua sorella Ippolita, donandole la sua Cintura d'Oro di Gea per rimpiazzare quella rubata da Ercole. Lasciò la Grecia, insieme a metà della Nazione Amazzone che supportava la scelta di andare in cerca di Ercole e Teseo per vendicarsi e rimpiazzare così la Cintura di Antiope con quella originale di Ippolita. La tribù delle Amazzoni di Antiope divenne nota in seguito come le Amazzoni di Bana-Mighdall.

#### Penitenza divina
Ippolita e le fedeli Amazzoni rimanenti andarono sulle rive del mare dove gli dei dell'Olimpo decisero la punizione più adatta al tradimento dei loro ideali. Fu donata loro l'immortalità così che avrebbero fatto per sempre da guardiane alla porta che conduceva all'altro mondo chiamato Il Portale del Destino. Non solo avrebbero dovuto evitare che qualcuno entrasse, ma avrebbero dovuto evitare che nessun demone ne uscisse. Il Portale si trovava fuori dall'isola e ci voleva del tempo per giungervi. Per evitare che si perdessero, il dio Poseidone fece per loro una via attraverso i mari. Una volta giunte sull'isola, le Amazzoni vi crearono una città in cui risiedere e la nominarono Themyscira, come la loro città precedentemente caduta. Quindi, Ippolita tenne una gara di prove per determinare quali Amazzoni avrebbero protetto l'entrata nel mondo mortale. La vincitrice, Nu'Bia, fu quindi inviata a fare da guardiana al Portale per meglio salvaguardare l'entrata dall'interno dell'altro mondo, mentre le Amazzoni rimanenti avrebbero protetto l'entrata dal mondo mortale. Le Amazzoni continuarono a vivere sull'isola facendo la guardia al Portale del Destino, e pagarono lo scotto ai loro dei, per 3000 anni.

#### La nascita di Diana
Fu in questo periodo di permanenza sull'isola per millenni che Ippolita fu colta dal desiderio di avere anche lei un figlio. Pregò gli dei di esaudire il suo desiderio segreto ed essi acconsentirono. Le fu detto di andare sulla costa dell'isola e di creare la forma di una neonata con la creta dell'isola, cosa che fece. Le dee originali si unirono di nuovo per dare vita ad una nuova Amazzone per la regina Ippolita. Fu rivelato che nella sua vita precedente, Ippolita era una donna delle caverne incinta che fu uccisa dal suo compagno, così il suo desiderio derivava dal figlio che le fu negato. Le dee utilizzarono l'anima del suo figlio mai nato perché entrasse nel corpo di creta della neonata e, come le Amazzoni precedenti, la creta fu cambiata in carne e sangue. Ippolita chiamò la bambina Diana, come la straniera che arrivò sull'isola dal mare e che aiutò le Amazzoni a sconfiggere una creatura fuggita al Portale del Destino con la sua vita. Si scoprì più in là, che questa donna era la madre di Steve Trevor. Quando raggiunse l'età adulta, la Principessa Diana divenne l'eroina Wonder Woman. Per aiutarla nella sua missione, gli dei dell'Olimpo trasformarono la Cintura d'Oro di Gea, che Antiope diede ad Ippolita, nel Lazzo della Verità.
La Regina delle Amazzoni crebbe Diana sull'isola come principessa della Nazione Amazzone. Il suo amore per Diana però prese la precedenza sul benestare della sua gente. Per esempio, quando il dio Zeus intese stuprare Diana (dopo che divenne Wonder Woman), come ricompensa per aver "fermato" il piano di Marte, una Ippolita infuriata stava per mettere in pericolo l'esistenza dell'intera isola confrontandosi contro il dio assoluto per proteggere Diana. Poi, quando a Diana fu detto che sarebbe entrata da sola nel Portale del Destino al fine di rispondere ad una sfida degli dei, ancora una volta Ippolita mise l'isola in pericolo disobbedendo agli dei ed entrando nel Portale per salvare sua figlia. Anche se il suo amore materno venne messo alla prova in più occasioni, fu mostrato anche che stava perdendo interesse nelle regole e del comando della sua gente.
Successivamente venne mandato di nuovo Ercole per volere di Zeus per risottomettere Ippolita e Diana, ma l'abilità nel combattimento di Wonder Woman è tale da sconfiggere il semi-dio facilmente e facendolo tornare da Zeus con la coda tra le gambe. Si scoprirà che lo stesso Zeus aveva mandato Ercole nella terra delle Amazzoni non per sottomettere Diana ma bensì per valutarne le sue capacità.
Diana venne allenata nel combattimento sia dalle abili amazzoni che dagli stessi Dei in persona, diventandone la pupilla di diversi Dei, da Atena, ad Apollo allo stesso Zeus e persino dal Dio degli inferi Ade.

#### Il ritorno di Ercole
Durante la storia Challenge of the Gods, Diana scoprì che Ercole era stato tramutato in un enorme gigante di pietra all'interno del Portale del Destino, e che supportava il peso di Themyscira da millenni. In questo stato roccioso, Ercole venne torturato e sfregiato da un numero incalcolabile di creature mitologiche, sentendo il dolore inflittogli, ma non potendo reagire. Questa fu la punizione a cui fu sottoposto dalla sua famiglia divina per aver disobbedito ai loro ordini. Riottenendo la sua forma originale, andò a Themyscira si inginocchiò alle Amazzoni chiedendo perdono. Anche se alcune Amazzoni ancora provavano rancore verso di lui e le sue azioni passate, una parte di loro fu mossa dalla nuova umiltà di Ercole, e la Regina Ippolita chiese alla sua gente di trovare nei loro cuori la forza di perdonare, cosa che infine fecero. Facendo anche lei lo stesso, non solo lo perdonò, ma condivise con lui una breve relazione romantica prima che Ercole lasciasse il reame mortale per ritornare da suo padre sull'Olimpo.

#### Ritorno al mondo esterno
Dopo il completamento della sfida di Diana, le Amazzoni furono liberate dalla loro punizione. Erano libere di vivere le proprie vite come volevano e dove pensavano fosse più appropriato, ottenendo però l'immortalità come una benedizione da parte degli dei per la loro devozione. Per celebrare, Ippolita dichiarò che Themyscira avrebbe finalmente creato degli scambi con i paesi esterni. Sfortunatamente, la loro interazione con le Nazioni Unite si svolse con impressioni miste. Alcuni vedevano le Amazzoni come misere selvagge, indegne di entrare a fare parte delle Nazioni Unite. Altri vedevano Ippolita e la sua gente come un faro di speranza. Diana divenne la loro ambasciatrice, riportando ogni desiderio di Ippolita alle Nazioni Unite. Come Wonder Woman Diana si fece una potente nemica nella maga Circe. Un attacco da parte di Circe a Wonder Woman fu il lavaggio del cervello ad Ippolita e trasformandola nella criminale Shim'Tar, una leader guerriera delle Amazzoni di Bana-Mighdall. In questa persona, Ippolita attaccò la sua stessa figlia senza pensare, sotto il capriccio di Circe. Questo in qualche modo offuscò la visione del mondo esterno sulla nuova nazione appena scoperta. La magia utilizzata su Ippolita infine svanì, ma la Regina non dimenticò mai lo stupro mentale subito da Circe, né l'aiuto che Circe ebbe dalle Amazzoni di Bana-Mighdall per la distruzione di sua figlia.
A causa di questo evento, Circe considerò tutte le Amazzoni sue nemiche e preparò un nuovo piano di vendetta. Col tempo, portò le Amazzoni di Bana-Mighdall su Themyscira con la pretesa che avrebbero sottomesso l'isola e ne avrebbero fatto la loro casa. Mentre le due nazioni si combattevano, Circe trasportò l'intera isola nella dimensione demoniaca, dove le due tribù unirono temporaneamente le forze per difendersi dai demoni che tentavano di distruggere l'intera razza Amazzone. Le Amazzoni vinsero la battaglia, ma rimasero nella dimensione demoniaca finché Diana non scoprì cosa successe e costrinse Circe a riportare l'isola nella sua dimensione. Dopo essere ritornate, scoprirono che il tempo nel mondo reale era alterato: quelli che per loro furono pochi mesi di battaglia, equivalsero a numerosi anni passati sulla Terra.
In quel periodo, le Amazzoni Themysciriane e le Amazzoni di Bana-Mighdall stipularono una tregua difficile. Le Themiscyriane avrebbero vissuto nella loro città, mentre le Amazzoni di Bana-Mighdall avrebbero trovato un loro luogo nell'altro lato dell'isola. Nella mente di Ippolita, lei era ancora la Regina di tutte le Amazzoni dell'isola, ma le Amazzoni di Bana-Mighdall non la vedevano così, quindi rimase sempre un po' d'attrito tra le due tribù.

#### Inganno materno
Dato che la dimensione demoniaca in cui si trovavano era basata sulla magia, Ippolita cominciò a ricevere dei sogni e delle visioni del futuro. In uno di questi sogni, vide la morte di Wonder Woman. Temendo per il benestare di sua figlia, si mise in moto per rimuovere Diana dal suo ruolo di Wonder Woman e rimpiazzare il titolo di Campionessa di Themyscira ad un'altra Amazzone. Così, fu tenuta un'altra gara per il titolo, anche se tenne il vero motivo di questa competizione per sé. Inizialmente, Ippolita non riteneva le Amazzoni di Bana-Mighdall degne di partecipare alla gara, ma una volta, Diana, infuriata dal trattamento che sua madre riservava alle nuove arrivate, chiese il voto di tutti per sapere se anche loro volevano che anche alle nuove Amazzoni fosse concesso di partecipare. La risposta fu positiva. Improvvisamente ispirata, Ippolita notò che l'Amazzone di Bana-Mighdall più simile ad una guerriera, e che stava vincendo la competizione, era l'Amazzone Artemide. Ippolita andò, quindi, in segreto dalla mistica Amazzone Themysciriana Magala. Fece trasferire da Magala tutti i poteri degli dei di Diana nel corpo di Artemide, così da assicurare la vittoria di Artemide nella competizione. Ippolita fornì anche degli ostacoli in più a Diana da incontrare durante le prove al fine di essere trattenuta dallo scopo della vittoria. A causa delle sue azioni, Artemide vinse la competizione e divenne la nuova Wonder Woman. Successivamente, quando Diana cominciò ad avere visioni del passato, capì perché sua madre organizzò tale evento. Quando Ippolita raccontò tutto a sua figlia, Diana non perdonò mai veramente sua madre per aver mandato un'altra Amazzone a morire al posto suo.

#### Wonder Woman
Dopo che Artemide fu uccisa in battaglia il titolo di Wonder Woman ritornò a Diana. Questo mandò Ippolita in una profonda depressione in quanto capì di essere stata la causa di una morte innocente. Ippolita diede il comando alla Generalessa Amazzone Phillipus e andò in esilio auto-imposto.
Ippolita si imbarcò su una piccola barca e lasciò che andasse alla deriva. Infine giunse in Louisiana dove incontrò una psichica di nome Angela. Dopo essere divenute amiche con Angela e la sua famiglia, Angela informò Ippolita che sua figlia era in grave pericolo. Correndo in suo aiuto, Ippolita giunse troppo tardi per salvare Diana dal demone Neron, dato che Diana stava ancora soffrendo dell'incantesimo che ridusse la sua forza. Così, la visione di Ippolita di sua figlia che moriva come Wonder Woman divenne realtà.
A Diana, dopo la sua morte, fu data la divinità come Dea della Verità dai suoi dei come ricompensa per la sua devozione. Durante il suo breve periodo come dea dell'Olimpo, Diana fu rimpiazzata come Wonder Woman da sua madre. A differenza di Diana che ricevette il titolo in onore, il ruolo di Ippolita come Wonder Woman avrebbe dovuto essere una punizione per il suo tradimento nella morte di Artemide e per l'involontaria morte di sua figlia. Tuttavia, Ippolita cominciò a provare piacere dalla libertà e dall'avventura che questo titolo comportava. Dove Diana dava la precedenza al Lazzo della Verità come arma principale, Ippolita preferiva la spada.
John Byrne, lo scrittore che introdusse il concetto di Ippolita come prima Wonder Woman, spiegò le sue intenzioni in un post nel suo messaggio:
"Io pensavo che lo "sbaglio" di George nel rinnovamento di Wonder Woman era di darle un aspetto da venticinquenne quando lasciò l'Isola Paradiso. Io preferivo l'idea di una Diana che avesse qualche migliaio d'anni (come, se ricordo bene, aveva anche nella serie tv). Da quell'angolo, io avrei preferito vedere Diana come la seconda incarnazione di Wonder Woman, e vederla ritornare nel nostro mondo nel rinnovamento. Non avendo quest'opzione, presi la seconda via più adatta, e misi Ippolita a ricoprire quel ruolo".
Come Wonder Woman, la Regina Ippolita fu immediatamente coinvolta in una missione indietro nel tempo, negli anni quaranta, al fianco di Jay Garrick. Dopo questa missione, fu eletta membro della Justice Society of America e rimase in quell'epoca per 8 anni, dove i suoi compagni di squadra la rinominarono "Polly". Durante questo periodo ebbe una relazione con Ted Grant. Fece anche una visita nel passato alla sua figlioccia, Lyta, figlia della protetta di Ippolita, Helena, la Fury della Golden Age. Queste visite accaddero anni prima della prospettiva della giovane Lyta e contarono anche per la partecipazione di Ippolita agli incontri e alleanza tra JSA e JLA. Quando ritornò dal passato, Ippolita prese il posto di Diana anche nella Justice League.
Infine, Diana abbandonò la sua divinità e ritornò al suo ruolo di Wonder Woman. Sempre attaccata al suo nuovo senso di libertà, Ippolita non desiderava rinunciare al suo titolo di Wonder Woman (anche se ammise che sua figlia stava molto meglio di lei nel completo da eroina), lasciando due Wonder Women ad agire insieme nello stesso periodo. Diana fu spesso infelice del desiderio di sua madre di continuare di ricoprire questo ruolo poiché sentiva che Ippolita stava ignorando i doveri di sovrana di Themyscira, incitando così l'antagonismo tra madre e figlia.
In questo periodo, Ippolita scoprì che l'eroina Donna Troy era l'immagine speculare di sua figlia, portata alla vita dalla magia Themysciriana. Anche se Ippolita incontrò Donna in precedenti avventure, quando le due donne si incontrarono ancora dopo essere venute a conoscenza di questo fatto, Ippolita accettò Donna come seconda figlia e tenne un'incoronazione sull'isola, proclamandola seconda Principessa Amazzone ed erede al suo trono.
In una visita all'isola, Diana scoprì che le due tribù di Amazzoni erano sul limite di una guerra civile a causa di un numero non risolto e azioni misteriose di sabotaggio ai danni della costruzione della nuova città delle Amazzoni di Bana-Mighdall. Quando sia Diana che Donna chiesero spiegazioni ad Ippolita a proposito della sua inazione delle regole in tempi così pericolosi, Ippolita si arrabbiò e disse alle sue figlie che avrebbe ripreso il ruolo di Wonder Woman nel mondo esterno e che Diana e Donna avrebbero dovuto comandare in sua assenza. La guerra civile tuttavia scoppiò lo stesso e molte Amazzoni di entrambe le fazioni furono uccise. Ritornata sull'isola, Ippolita e Diana furono d'accordo nel rinunciare ai loro titoli reali al fine di donare un'opportunità di pace ad entrambe le tribù, e donando ad entrambe le tribù le pari opportunità.

#### Morte
Ippolita continuò una brillante carriera come Wonder Woman. La Regina si godette il suo ruolo nella Justice Society e divenne esperta nel modo di vivere Statunitense. Madre e figlia combatterono insieme in numerose occasioni a proposito del passato di Ippolita - regina o eroina - e le divergenze tra le due rimasero irrisolte quando la Regina si sacrificò per salvare la Terra da Imperiex durante la guerra presente in Our Worlds at War. Ironicamente, Ippolita morì vicino al luogo di nascita delle Amazzoni, vicino al Mar Egeo in Grecia. Tuttavia, le fu concesso di vedere sua figlia un'ultima volta e di dirle addio. Lei, lo spirito di sua sorella Antiope e la madre di Steve Trevor, Diana Rockwell Trevor, divennero gli spiriti guardiani dell'isola, delle tribù e delle ex regine.

#### Un Anno Dopo
Come parte della storia Amazons Attack, la maga Circe resuscitò Ippolita e le mostrò che il governo Statunitense rapì illegalmente sua figlia Diana. Fu torturata finché non disse al governo Statunitense come costruire un loro raggio viola da utilizzare come arma. Arrabbiata per ciò, Ippolita riassunse la leadership delle Amazzoni e le guidò all'assalto di Washington nella speranza di salvare Diana e servire la loro forma di giustizia contro il mondo per le sue azioni. Furono viste utilizzare destrieri alati, ed altre mistiche creature. Durante la battaglia, Ippolita scoprì che Circe intendeva far esplodere segretamente un'arma nucleare su Themyscira e ottenere così vendetta trafiggendo la maga al petto con una lancia. Wonder Woman ebbe l'opportunità di uccidere sua madre, ma non lo fece, invece dando il coltello ad Ippolita, che non uccise sua figlia. Nonostante il fatto che Circe fu presumibilmente morta, Ippolita sembrò voler continuare lo stesso il suo assalto agli Stati Uniti, addirittura programmando assalti in altri luoghi, incluso il Kansas. Le sue azioni malvagie e caotiche cominciarono a spaventare l'intera popolazione Amazzone. Si scoprì successivamente, che Circe utilizzò una porzione della propria anima per rianimare Ippolita dalla morte. A causa di ciò Ippolita era macchiata dalla malvagità di Circe, e ora era una persona più assetata di sangue di quant'era prima.
Alla conclusione della guerra, a tutte le Amazzoni furono date nuove identità e si sparpagliarono per il mondo. Ippolita fu risparmiata, ma fu bandita su Themyscira a vivere da sola, da colei che sembrò essere Atena e che si scoprì, invece, essere la malvagia Nonnina Bontà, che insieme agli altri Nuovi Dei di Apokolips, imprigionarono le divinità greche. In Countdown to Final Crisis, Ippolita viveva nascondendosi da Nonnina Bontà e dalla sua nuova squadra di Amazzoni, umane reclutate ed addestrate per diventare le nuove Furie. Con l'aiuto della rifugiata dell'isola Holly Robinson (brevemente nota come Catwoman), Harley Quinn e una Mary Marvel senza poteri, Ippolita riuscì a fare uscire Nonnina Bontà da Themyscira e a riportarla su Apokolips. Dopo che gli dei greci furono liberati da Mary Marvel, Nonnina fu uccisa dal misterioso assassino di Dei, lasciando Ippolita ancora una volta Regina di Themyscira.

#### Il Cerchio
Durante il suo isolamento, Ippolita viaggiò ai quattro angoli di Themyscira, ad un certo punto parlando ai prigionieri, chiedendo loro se si fossero pentiti, al che questi risposero "Mai". Tuttavia, la quarta ed ultima prigioniera, che Ippolita identificò come Alkyone, si presentò a lei con una tiara con su scritte le parole "Nostra Regina", simile a quella che lei e Diana portavano come Wonder Woman. Alkyone disse ad Ippolita che da quando lei negò di utilizzare ogni forma di lama, intagliò quelle scritte con i denti. Andò avanti accusando Ippolita di tradimento per aver dato alla luce "Il Dragone", che era un chiaro riferimento a Diana. Alkyone la pregò di uccidere Diana e di lasciare che fossero di nuovo una tribù, ma Ippolita rifiutò. Quindi, Alkyone disse ad Ippolita di dire a Diana la verità, ma ancora Ippolita rifiutò e spezzò la tiara a metà. Quando se ne andò, Alkyone giurò di salvare Ippolita e di rimettere in piedi la sua tribù uccidendo Diana.
Il passato di Alkyone rivelò che fu un membro della Guardia Reale di Ippolita insieme ad altre tre Amazzoni - Myrto, Charis e Philomela - incaricandola della sua protezione personale. Furono viste come mentalmente brutali e iper-zelanti dalla Generalessa Philuppus, capitana della Guardia Amazzone Generale, un punto di vista che successivamente fu messa alla prova quando Alkyone seppe che Ippolita desiderava un figlio. Questo si seppe quando Alkyone seppe dalla strega Amazzone Magala che un'altra Amazzone di nome Gennes, guarda caso aveva dato alla luce una bambina. Ma venne fuori che la neonata non era altro che una bambola di creta con l'immagine di una neonata. Concludendo che Gennes era matta, Alkyone ordinò che non vi fossero più bambole su Themyscira. Dopo di ciò, ordinò che Gennes venisse uccisa. Un giorno, l'armata di Capitan Nazi giunse su Themyscira, che intendeva prendere l'isola per sé. Avvisata del loro arrivo, si tagliò i capelli e si preparò per la battaglia, giurando che si sarebbe redenta per tutti gli errori commessi fin dalla sua resurrezione. Da un'altra parte sull'isola, Alkyone offrì il suo aiuto e quello della Guardia Reale agli invasori per il ritrovamento di Ippolita, in cambio del loro rilascio.

#### Wonder Woman - Il Film
In Wonder Woman n. 24 e n. 25, ci fu un film su Diana. All'inizio del n. 24, Diana portò Thomas Andrew Tresser a casa sua a conoscere sua madre, la Regina Ippolita. Ippolita prese Tresser e lasciò Diana da sola sulla spiaggia. Questa per lei sarebbe stata l'opportunità di conoscere l'uomo a cui sua figlia si era interessata. La fase della conoscenza includeva il portare Thomas al serraglio Reale perché nutrisse con la propria mano i Griffoni del Mito. Mentre si trovavano lì, Ippolita chiese a Thomas se lui e Diana avessero già fatto l'amore. La risposta fu di un'onestà che su Themyscira non avevano. Gli chiese poi "La proteggerai, eviterai che si faccia male, se ne avrai la possibilità?", lui rispose "Si. Posso prometterlo. Anche se di solito è il contrario". Prima che se ne andasse, Ippolita diede a Thomas una lancia fatta da lei, dandogli il titolo di Sir Thomas di Cleveland, e di guardiano di Themyscira. Mentre Diana e Thomas si preparavano a partire chiese una sola cosa al suo nuovo guardiano, dei bambini. Quanti lui e Diana potessero farne e al più presto possibile. Mentre ripartivano, Alkyone fu mostrata mentre li guardava dalla riva mentre andavano via su un guscio gigante.

#### Passato imperfetto
Dopo gli eventi di Wonder Woman n. 600, la linea temporale fu alterata dagli dei greci e la storia di Ippolita venne alterata nuovamente. Qui, Themyscira fu invasa da un gruppo paramilitare grandemente armato mentre Diana era ancora una bambina, e la maggior parte delle Amazzoni fu impegnata nella battaglia. Ippolita riuscì a salvare Diana affidandola a molte delle sue serve, che portarono la piccola negli Stati Uniti nel mezzo dell'attacco, ma infine, Ippolita fu fatta prigioniera dal nemico. Dopo essere stata legata e portata dal capo degli invasori, Ippolita si suicidò gettandosi in un incendio utilizzato per incenerire le Amazzoni cadute, scegliendo di morire piuttosto che sottomettersi ai suoi catturatori.

## Poteri e abilità
Ippolita possiede un'esperienza di più di 8000 anni di combattimenti, che le fornisce una certa abilità nel combattimento a corpo a corpo e in quello a mano armata. Come Amazzone Themysciriana, possiede l'immortalità che le permette di vivere indefinitamente in una forma giovanile, ma che lascia la porta aperta alle potenziali ferite e alla morte dipendenti dalle sue azioni. Possiede anche una grande intelligenza e la super forza. Come mostrato dai membri della sua tribù, possiede la capacità di spezzare l'acciaio e il cemento a mani nude, di saltare per un'altezza che supera i 4 metri da ferma, un fattore di resistenza incredibile, guarigione velocizzata, e l'abilità di assorbire ed elaborare una vasta quantità di conoscenza in brevissimo tempo.
Ippolita, in aggiunta alle Amazzoni Tyemysciriane, possiede l'abilità di alleviare le ferite del suo corpo ed eliminare le tossine divenendo un tutt'uno con il terreno della Terra e quindi riformando di nuovo il suo corpo. La prima volta che Diana sperimentò tale trattamento pregò Gea dicendo: "Gea, ti prego. Dammi la forza. Tu sei la Terra che mi ha allattato, nutrito e allevato. Attraverso di te ogni vita è rinnovata. Il cerchio che non finisce mai. Ti prego, madre Gea, prendimi nel tuo seno. Ti prego, rendimi degna". Durante il periodo dello scrittore Byrne al fumetto, fu affermato che questo è un rituale molto praticato tra le Themisciriane, ma utilizzato solo ed esclusivamente nei periodi di enorme necessità.

## In altri media

### Televisione
- L'attrice Charlene Holt recitò la parte della regina Ippolita nel pilot televisivo del 1974 Wonder Woman, con l'attrice Cathy Lee Crosby nel ruolo di Diana.
- Nella serie televisiva Wonder Woman del 1975 con protagonista l'attrice Lynda Carter, tre attrici diverse recitarono il ruolo della Regina Ippolita: Cloris Leachman nel pilota della serie The New Original Wonder Woman (1975); Carolyn Jones, nell'episodio The Feminum Mystique parti 1 e 2 e in Wonder Woman in Hollywood; e l'attrice Beatrice Straight negli episodi The Return of Wonder Woman e The Bermuda Triangle Crisis. Furono tutti nominati agli Academy Awards. Tuttavia, nessuno di questi ruoli dal vivo chiamò Ippolita per nome. Wonder Woman e Wonder Girl si riferirono a lei solo come "Madre" e le Amazzoni si riferirono a lei o come "Vostra Maestà" o come "Mia Regina".
- Nel 1978, una Regina Ippolita animata comparve nella serie animata Challenge of the Super Friends, negli episodi Secret Origins of the Superfriends e Superfriends: Rest in Peace. La regina Ippolita comparve anche nella serie animata Super Friends, nell'episodio "Return of Atlantis". Nelle sue prime due comparse, la Regina Ippolita fu una donna bruna, ma nella sua ultima comparsa fu bionda (come nella sua comparsa pre-Crisi), ed indossava una toga blu.
- Una Regina Ippolita con i capelli scuri comparve nella serie animata del 1988 Superman, nell'episodio "Superman and Wonder Woman versus the Sorceress of Time". Questa Ippolita fu chiaramente basata sulla sua versione post-Crisi.
- Nel 2001, Ippolita fu di nuovo presente in una versione animata, questa volta nella serie animata Justice League. Ippolita comparve nei seguenti episodi: "Origini Segrete", "Il paradiso perduto", "Un mistero di nome Aresia" e "L'avvenire", e quando la serie continuò in Justice League Unlimited, comparve in "Verso il caos". A differenza del cartone animato della serie di Superman, questa Ippolita sembrò un ibrido delle due versioni pre- e post-Crisi: è bionda, ma mantiene la sua personalità post-Crisi come regina affermata. Mettendo la sua religione e la sua devozione per gli dei greci sopra ogni cosa, esiliò sua figlia Diana dall'Isola Paradiso piuttosto che incorrere nell'ira divina, quando Diana portò degli estranei (la Justice League) su Themyscira, in Il paradiso perduto. In questa serie fu spiegato che la tuta da combattimento di Diana fu creata dal dio Efesto per la regina Ippolita. Si vede poi Ippolita confortare Diana dopo la presunta morte di Superman nell'episodio L'avvenire, e in Verso il caos elimina l'esilio imposto a sua figlia e la informa del suo pieno potere. Fu anche svelato il suo precedente rapporto con il dio greco Ade. Ade disse a Wonder Woman che tutte e due lo mandavano fuori di testa.
- Nel 2004 ci fu un breve riferimento ad Ippolita nella serie televisiva Smallville, nell'episodio "Follia". Nell'episodio viene mostrato un giornale con il titolo: "Themiscyrian Queen Addresses the Vatican" (dall'inglese, La Regina Themysciriana attacca il Vaticano).
- Ippolita compare nell'episodio "Supereroi contro super criminali" della serie animata Batman: The Brave and the Bold.

### Film
- Il regista e sceneggiatore Joss Whedon lavorò ad un film su Wonder Woman in cui era prevista una raffigurazione della Regina Ippolita. La pellicola sarebbe stata una storia originale, tuttavia Whedon non procedette con il progetto e nel 2008 il film fu accantonato.
- Ippolita comparve nel film d'animazione del 2009 Wonder Woman. Rispetto ai fumetti, una differenza evidente in questa rappresentazione fu che quando Ippolita venne a conoscenza del fatto che Diana si iscrisse al torneo e lo vinse, nonostante il suo divieto a parteciparvi accettò infine il risultato senza opporvisi. Similarmente alla sua incarnazione animata, questa versione di Ippolita fu romanticamente coinvolta in una relazione con Ares, il dio della guerra, che lei stessa imprigionò dopo essere stata tradita.
- L'attrice danese Connie Nielsen presta il volto alla regina Ippolita nel film del 2017 Wonder Woman, diretto da Patty Jenkins, e ambientato all'interno del DC Extended Universe.[3] L'attrice riprende il ruolo anche in Justice League (2017) e in Wonder Woman 1984 (2020).